# (13357) Werkhoven
(13357) Werkhoven est un astéroïde de la ceinture principale.

## Description
(13357) Werkhoven est un astéroïde de la ceinture principale. Il fut découvert le 15 octobre 1998 à Kitt Peak par le projet Spacewatch. Il présente une orbite caractérisée par un demi-grand axe de 2,75 UA, une excentricité de 0,16 et une inclinaison de 6,9° par rapport à l'écliptique.

## Compléments